# 스퀴시랜드
"스퀴시랜드"(The Squishees)는 한국에서 제작된 김태익 감독의 2014년 애니메이션 영화이다. 배정미 등이 주연으로 출연하였다.

## 출연

### 주연
- 배정미
- 남도형
- 김선혜

### 조연
- 오인성
- 이영란
- 홍진욱